# Nicotinammide-N-metiltransferasi
La nicotinammide-N-metiltransferasi è un enzima appartenente alla classe delle transferasi, che catalizza la seguente reazione:
S-adenosil-L-metionina + nicotinammide = S-adenosil-L-omocisteina + 1-metilnicotinammide
Catalizza la metilazione della nicotinammide e di altre piridine per formare ioni piridinici. Questa attività è importante per la biotrasformazione di molti composti xenobiotici. L'enzima è presente in molti tessuti, ma soprattutto nel fegato.